# 廣島高速5號線
廣島高速5號線（日语：／ Hiroshima kōsoku 5 gōsen */?）是從廣島縣廣島市東區溫品系統交流道至同區廣島車站北口出入口的廣島高速道路路線。路線名為東部線，道路法上的路線名則是廣島縣道474号温品二葉之里線。總長度4.0公里。

## 概要
與廣島高速1號線山陽自動車道廣島東交流道直接連結，同時具有確保廣島車站周邊市區與廣島機場間的高速性・定時性的功能，也有緩和廣島市北東部地区交通堵塞的目的。
現在還沒有已通車的路段。當初預定在2012年度部分路段通車，但因為隧道工程的反對運動改期至2017年，後來又經過多番延誤，現時以2024年開通為目標。
與廣島高速4號線連接的東部線II期是計画研討路線。（廣島高速道路的第2期工程計畫）
應對地方居民對於地層下陷的憂慮，隧道工程採用了對地層下陷有較佳抑制效果的潛盾工法。2014年度隧道開工。
- 東部線 : 溫品系統交流道～廣島車站北口出入口
  - 規格（日语：道路構造令） : 第2種第2級（快速道路）
  - 設計速度 : 60km/h
  - 標準幅員 : 17.5公尺（暫定2車道時10.5公尺）
  - 車道数 : 暫定2車道（單側1車道）
- 東部線II期 : 廣島車站北口～高速4号線

### 縣道上的概要
- 起点：廣島市東区溫品（溫品系統交流道）
- 終点：廣島市東区二葉之里（廣島車站北口出入口（日语：広島駅北口出入口））
- 總長：全區間未通車所以為0公尺

## 預計通車年度
- 溫品系統交流道～廣島車站北口出入口 : 以2024年完工為目標。

## 交流道
| 中文設施名稱               | 日文設施名稱 | 英文設施名稱 | 接續路線名稱                     | 起點里程 （公里） | 備註     |
| -------------------------- | ------------ | ------------ | -------------------------------- | ----------------- | -------- |
| 廣島高速1號線              |              |              |                                  |                   |          |
| 溫品JCT                    |              |              | 廣島高速2號線 廣島北道路（構想） | 0.0               | 興建中   |
| 中山出入口                 |              |              | 廣島縣道264號中山尾長線          |                   | 興建中   |
| 二葉山隧道                 |              | /            |                                  | ↓                 | 興建中   |
| 廣島站北口出入口           |              |              | 廣島縣道84號東海田廣島線         | 4.0               | 興建中   |
| 東部線II期（計劃檢討路線） |              |              |                                  |                   |          |
| 中廣出入口                 |              |              | 南北線（計劃檢討路線）           | 計劃檢討          | 計劃檢討 |
| 廣島高速4號線              |              |              |                                  |                   |          |

## 反對運動
圍繞著廣島高速5号線的建設，廣島市議會提出「要求廣島高速5号線安全性的確保與促進建設決議案」等盡早完工的要求。高速5号線從中山到二葉之里間幾乎全部都是隧道，因此捲入了以共產黨旗下的共產黨員與日本地質學會會員越智秀二為中心，與附近居民組成之團體所展開的反對運動。此外，預定地周邊是廣島城築城之際，為了封住鬼門而建設了大量寺廟與神社以調和陰陽。此一歷史因素也造成了以周邊寺社的住職、宮司為中心，從風水學的觀點反對建設。

## 外部連結
- 廣島高速道路公社 （页面存档备份，存于）